# 三重結合
化学における三重結合（さんじゅうけつごう、英: triple bond）は、通常の単結合での2つの電子の代わりに6つの結合電子が関与する、2元素間の化学結合である。最も一般的な三重結合は、炭素-炭素間の結合であり、アルキンで見ることができる。その他の三重結合を含む官能基は、シアニドやイソシアニドである。二窒素や一酸化炭素といったいくつかの二原子分子も三重結合を持つ。構造式では、三重結合は2つの結合原子間の3本の平行線として描かれる。
三重結合は、単結合や二重結合よりも強く、短い。結合次数は3である。
|                      |          |            |
| アセチレン           | ジシアン | 一酸化炭素 |
| 三重結合を含む化合物 |          |            |

## 結合
結合の種類は軌道混成によって説明することができる。アセチレンでは、それぞれの炭素原子は2つのsp軌道と2つのp軌道を有している。2つのsp軌道は直線上に180°の角度で位置し、x軸を占めている（直交座標系）。この時、p軌道はy軸およびz軸に対して垂直に位置している。炭素結合がそれぞれ接近した時、2つのsp軌道が重なり合いsp-sp σ結合を形成する。同時に、pz軌道が接近しpz-pz π結合を形成する。同様に、py軌道もpy-py π結合を形成する。この結果、1つのσ結合と2つのπ結合が最終的に形成される。
曲がった結合理論では、三重結合はπ結合を考えることなく3つのsp3ローブの重なり合いによって形成されると説明される。